# 0xB16B00B5
0xB16B00B5 je hexadecimální konstanta použitá Microsoftem ve zdrojovém kódu linuxového jádra, zjevně zvolená jako interpretace anglického big boobs (velké kozy) v hexspeaku. Konkrétně se vyskytla v kódu, který má optimalizovat jádro pro běh ve virtualizační platformě Hyper-V. Na text upozornil 13. července 2012 vývojář Paolo Bonzini v e-mailové konferenci, kde inkriminovanou část kódu komentoval slovy: „Hádám, že se někdo snažil být vtipný“. Ačkoliv není jasné, kdo přesně text do kódu zanesl, Microsoft se omluvil a připravil patch.

## Reakce
Microsoft se za kód omluvil slovy své mluvčí: „Děkujeme komunitě za oznámení problému a omlouváme se za urážlivý řetězec.“ Server NetworkWorld uvedl, že „jakési stupído pracující pro Microsoft si myslelo, že by mohlo být zábavné vsunout kamuflovanou sexistickou poznámku – big boobs – do kódu software“.

## Zdrojový kód
Linuxový vývojář Matthew Garrett upozornil na to, že zdrojový kód kromě „Big Boobs“ obsahoval i řetězec 0x0B00B135 (anglicky boobies), což lze přeložit jako kozičky. Řetězce byly umístěny jako hodnoty konstant v hlavičkovém souboru drivers/staging/hv/Hv.h:
```
#define HV_XENLINUX_GUEST_ID_HI 0x0B00B135

#define HV_XENLINUX_GUEST_ID (((UINT64)HV_XENLINUX_GUEST_ID_HI << 32) | HV_XENLINUX_GUEST_ID_LO)

#define HV_LINUX_GUEST_ID_LO 0x00000000

#define HV_LINUX_GUEST_ID_HI 0xB16B00B5

```